# Point Wolfe
Pour les articles homonymes, voir Wolfe.
Point Wolfe était un village canadien situé dans le territoire de la municipalité de Fundy Albert, dans le comté d'Albert, au sud-est du Nouveau-Brunswick.

## Géographie
Point Wolfe était situé dans les collines calédoniennes, à l'embouchure de la rivière Point Wolfe dans la baie de Chignectou.

## Histoire
Le bureau de poste ouvre ses portes en 1861. Le recensement de 1866 dénombre 72 familles habitant au village. Il y a 150 habitants en 1871. Un recensement de 1898 note la présence d'une scierie. Le bureau de poste ferme ses portes en 1948. Le village est exproprié pour la création du parc national de Fundy.